# ピアノ三重奏曲第1番 (サン＝サーンス)
ピアノ三重奏曲第1番（ピアノさんじゅうそうきょくだい1ばん）ヘ長調 作品18 は、カミーユ・サン＝サーンスが1863年に作曲したピアノ三重奏曲。

## 概要
この作品が作曲された1863年、サン＝サーンスは28歳になっていた。この頃の彼は家庭では共に暮らす母と叔母から援助を受け、自身はニデルメイエール音楽学校の教壇に立つ日々を送っていた。既に音楽家として高い名声を獲得していたサン＝サーンスであったが、この年には2度目のローマ賞への挑戦を行い1度目に続く落選という結果に終わっている。
当時のフランスではオペラ以外に関心が向けられることはなく、ピアノ三重奏曲を書くにあたり範とすべき先行作品が存在しなかった。自身の演奏会でモーツァルトやシューマンの作品を演奏して変わり者と見られていたサン＝サーンスは、ここではメンデルスゾーンのスタイルに近づいている。しかし、曲は同時に否定しがたくフランス的でもある。彼の初期の伝記作家たちは、この作品がピレネー山脈で過ごした休暇から霊感を受けていると述べ、そうして生まれた本作は透明度の高さを特徴とするものに仕上がったのであった。
曲はアルフレッド・ラマルシュに献呈された。サン＝サーンスと家族ぐるみの付き合いがあり、サン＝サーンスの結婚に際しては立会人となった人物である。私的な初演は月曜の夜会の場にて作曲者自身のピアノ、パブロ・デ・サラサーテのヴァイオリン、ジュール・デルサールのチェロにより行われた。公開初演は遅れて1865年1月20日に、サル・プレイエルで行われている。
本作は、作曲者としては初めてとなる真の成功作となった。

## 演奏時間
約28分。

## 楽曲構成

### 第1楽章
Allegro vivace 3/4拍子 ヘ長調
ソナタ形式であるが主要主題がひとつしかなく、第2主題の代わりに第1主題の素材と経過部の材料が用いられている。4小節の導入に続いてチェロが舞踏的な性格の主題を提示する（譜例1）。主題はヴァイオリン、ピアノと順に歌い継がれていく。
譜例1
ほとんど推移を置かずに新しい旋律要素がピアノに出てくる（譜例2）。これはその後の経過でも用いられることになる。
譜例2
コデッタを経て、展開に入る。展開部は提示部の約1.5倍の規模を誇り（提示部115小節、展開部178小節）、際立った形式的な特徴となっている。展開は明るい気分を維持したまま譜例1のリズム要素を用いて徹底的に行われ、提示部に表れた他の素材もすべてが活用される。主題の再現が行われた後に展開部で用いられた音型が顔を出し、提示部の2/3程度の規模を持つコーダを経て、最後は勢いよく終結する。ここでのピアノ書法はピアニストであった作曲者の面目躍如たるものがあり、主に伴奏として立ち回る中で至難な演奏技巧が要求されている。

### 第2楽章
Andante 4/4拍子 イ短調
5つの部分と経過、カデンツァから構成されるロンド形式。冒頭からピアノが付点のリズムによる旋律を奏し、これがロンド主題と位置付けられる（譜例3）。これはフランスの山岳地方で聞かれる民謡に触発されたものと思われ、フレーズの終わりにはハーディ・ガーディに特徴的なアクセントが添えられている。
譜例3
続く部分では16分音符のピアノの伴奏に乗り、ヴァイオリンに始まるピアニッシモの主題がチェロへと引き継がれてクライマックスを形成する。弦楽器により譜例3が再現される部分が第3部、既出の中間エピソードが推移のため挟まれるとイ長調に転じ、第4部となって新しい主題がヴァイオリンから開始される（譜例4）。
譜例4
チェロとピアノがそれぞれアドリブ（ad lib.）と指示されたソロを聞かせ、曲は譜例3へと戻っていく。これが最後となる5つ目の部分である。その後は、ごく簡潔にまとめられて静かに終了する。

### 第3楽章
Scherzo. Presto 3/4拍子 ヘ長調
シンコペーションを特徴とする、遊び心に溢れたスケルツォ。トリオが2回奏される形をとっており、これにより楽章全体へ2つの素材が互い違いに配置される。ピアノによる開始に続き、ピアノのスタッカートとチェロのピッツィカートによる主題が提示される（譜例5）。この主題には譜例6の音型が後続する。
譜例5
譜例6
トリオ部の主題はオフビートで農村の踊りを想わせるような譜例7である。対称的な二部形式となっており、変ロ長調に始まって後半部ではニ長調で奏される。
譜例7
中ごろでは対照的な変ホ長調への転調が行われ、両主題が交代する中で華麗な走句による装飾が付くなどして進む。スケルツォ部の主題を利用したコーダへと入り、軽妙な雰囲気を維持したまま弱音へ静まり、ヘ長調の主和音を置いて閉じられる。

### 第4楽章
Allegro 2/4拍子 ヘ長調
ソナタ形式。冒頭からピアノが譜例8の流麗な音型を奏する上で、弦楽器が単純な上昇、下降を繰り返す。このピアノの音型の高音部に第1主題が忍ばされている。
譜例8
経過に出される主題は対位法的な処理がしやすい形となっており、活発な順次進行と（譜例9）、カノン風に出される三連符の後段によって構成される。譜例9のリズムは第2楽章の主題に由来する。提示後は三連符部分を対位法的に扱っていく。譜例8の回想からピアノがアルペッジョを奏し、楽章のはじめからの反復となる。
譜例9
展開部の規模は提示部の3/4ほどで、3つの部分に分けられる。最初の部分は提示部コデッタの材料に基づき、次の部分では譜例8が大きく姿を変えて譜例9とともに扱われる。第3の部分は再び提示部コデッタが用いられる。ヘ長調へ戻して譜例8の再現が始まり、譜例9も後に続く。再現部は提示部と完全に一致している。コーダはおよそ展開部と同程度の規模を誇るものとなっており、最後は次第に加速してモルト・アレグロに達し、そのままの勢いで全曲を完結させる。